# Apeadero de Omet
Omet es un apeadero de la línea 1 de Metrovalencia. Se encuentra en la urbanización de Font de l'Omet, en el término municipal de Picasent. La vía del metro cruza la urbanización de lado a lado, estando situada la estación en el centro de la urbanización. No existe edificio en este apeadero, consistente en un andén con una marquesina metálica.
Los trenes solo paran en este apeadero si hay algún viajero esperando en el andén o si alguno de los pasajeros que van en él solicita parada usando los pulsadores del interior del tren. El apeadero dispone de una única vía por la que circulan trenes en ambas direcciones.
Del 30 de octubre de 2024 al 26 de junio de 2025, a consecuencia de las graves inundaciones acontecidas en la provincia de Valencia, la estación permaneció cerrada. Se habilitaron servicios alternativos de autobuses con parada en las estaciones afectadas.